# 삼동 하잠리 요지군
삼동 하잠리 요지군(三同 荷岑里 窯址群)은 울산광역시 울주군 삼동면 하잠리에 있는 잠리요지이다. 2000년 11월 9일 울산광역시의 기념물 제37호로 지정되었다.

## 개요
조선시대에 청자(靑磁), 백자(白磁), 분청사기(粉靑沙器) 등을 굽던 가마터가 무리를 이루어 남아 있어 요지군이라고 이름이 붙었다. 이곳에서 흩어진 채 발견되는 파편들로 확인된 그릇의 종류로는 대접, 접시, 종지, 병, 태항아리[胎壺], 합(盒)등이 있다. 수습된 파편 가운데 눈길을 끄는 것으로는 ‘언양인수(彦陽仁壽)’, ‘장흥(長興)’,‘순(順)’,‘예(禮)’ 등 조선시대의 관청 이름과 관련이 있는 명문편(銘文片)들이 있는데, 이는 가마터의 성격과 조업시기를 알려 주는 자료가 된다.
이 가마터는 「세종실록지리지(世宗實錄地理志)」에 기록된 139개의 자기소 중에 하나인 ‘언양 자기소(彦陽 磁器所)’로서 중앙정부에 도자기를 공급하는 곳이었을 가능성이 높다. 조선시대 도자사 연구에 큰 도움이 되는 귀중한 유적으로 평가받고 있다.

## 참고 문헌
- 삼동하잠리요지군 - 국가유산청 국가유산포털